# 拉卡佩勒利夫龙
拉卡佩勒利夫龙（法語：Lacapelle-Livron，法語發音：[lakapɛl livʁɔ̃]）是法国奧克西塔尼大區塔恩-加龙省的一个市镇，属于蒙托邦区。

## 地理
拉卡佩勒利夫龙（44°16'0"N, 1°47'3"E）面积13.79 平方千米，位于法国奧克西塔尼大區塔恩-加龙省，该省份为法国西南部内陆省份，北起顺时针与洛特省、阿韦龙省、塔恩省、上加龙省、热尔省和洛特-加龙省接壤。
与拉卡佩勒利夫龙接壤的市镇（或旧市镇、城区）包括：凯吕斯、洛兹、皮拉加尔德。

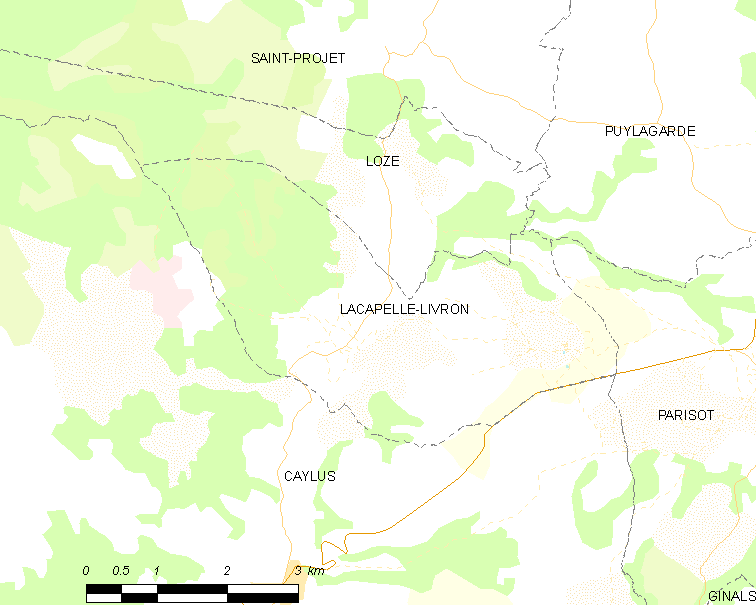
拉卡佩勒利夫龙的OSM定位图

拉卡佩勒利夫龙的时区为UTC+01:00、UTC+02:00（夏令时）。

## 行政
拉卡佩勒利夫龙的邮政编码为82160，INSEE市镇编码为82082。

## 政治
拉卡佩勒利夫龙所属的省级选区为凯尔西-鲁埃格县。

## 人口

1962-2008年间拉卡佩勒利夫龙人口变化图示

拉卡佩勒利夫龙于2022年1月1日时的人口数量为207人。